# Sarah Alexander
Sarah Alexander, ursprungligen Smith, född 3 januari 1971 i London, England, är en engelsk skådespelare. Hon är bland annat känd för sin medverkan i Smack the Pony och i rollerna som Polly Creek i Jonathan Creek samt Susan Walker i Coupling.
Alexander är även involverad som sponsor i ActionAid, en hjälporganisation som arbetar för mänskliga rättigheter och mot fattigdom.
Alexander är sedan 2006 gift med skådespelaren och komikern Peter Serafinowicz.

## Filmografi (i urval)
- 1994 – Seaview Knights – (Jackie)
- 1999 – Nya äventyr med Pinocchio – (Felinet)
- 2000 – Going Off Big Time – (Stacey Bannerman)
- 2004 – Perfect Strangers – (Alix Mason)
- 2007 – Stardust – (Empusa)
- 2007 – I Could Never Be Your Woman – (Jeannie)
- 2011 – Faculty – (Ellia Anderson)

## TV-serier (i urval)
- 1997 – 1998 – Par i skratt (Alas Smith & Jones)– (Olika karaktärer)
- 1999 – 2003 – Garva här (Smack the Pony)– (Olika karaktärer)
- 2000 – The Strangerers – (Rina)
- 2000 – 2004 – Coupling – (Susan Walker)
- 2004 – 2006 – Green Wing – (Dr. Angela Hunter)
- 2004 – 2006 – The Worst Week of My Life – (Mel Steel)
- 2006 – Teachers – (Alice Fletcher)
- 2012 – Me and Mrs Jones − (Gemma)
- 2013 – 2014 – Jonathan Creek – (Polly Creek)